# 1934年大英帝国运动会
1934年大英帝国运动会是第2届大英帝国运动会。于1934年8月4日至11日在英格兰伦敦举行。
共有17个国家或地区参加了运动会。英格兰获得奖牌榜第一位。